# Krystian Herba
Krystian Herba (ur. 12 sierpnia 1981 w Rzeszowie) – polski sportowiec specjalizujący się w trialu rowerowym. Rekord w liczbie schodów pokonanych na rowerze (3461) ustanowił w Willis Tower w Chicago 01.10.2016. Do niego należy również rekord w liczbie schodów pokonanych na rowerze w ciągu minuty (119) ustanowiony w Atomium 22.05.2016. Karierę sportową rozpoczął w 1995. Wielokrotny medalista Mistrzostw Polski, finalista i uczestnik wielu zawodów cyklotrialowych na świecie. Reprezentant Polski w latach 1999-2009. Zajmuje się pokazami akrobacji rowerowych.
Budynki zdobyte na rowerze:
- 11.09.2019 - Park Inn Berlin - Berlin, Niemcy - 215 pięter, 3581 schodów 2h 4 min 9 s - Rekord Świata[4]
- 15.05.2019 – Swissotel – Tallinn, Estonia – 30 pięter, 630 schodów, czas 8 minut 52 sekund[5]
- 27.04.2019 – AZ Tower – Brno, Czechy – 30 pięter, 632 schody, czas 8 minut 55 sekund[6]
- 23.02.2019 – Rondo 1 – Warszawa – 37 pięter, 842 schody 15 min 58 s, czas z 2018 roku poprawiony o 2 minuty i 4 sekundy[7]
- 23.06.2018 – Gulliver – Kijów, Ukraina – 35 pięter, 888 schodów – w czasie 17 min 10 s[8]
- 24.02.2018 – Rondo1 – Warszawa – 37 pięter, 842 schody 18 min 2 s[9]
- 01.10.2016 – Willis (Sears) Tower – Chicago, USA – w latach 1973-1997 najwyższy budynek na świecie. 169 pięter,  3461 schodów w czasie 3h 45sek. – Rekord Guinnessa[10]
- 21.08.2016 – Sky Tower – Wrocław – najwyższy budynek w Polsce. 1142 schody (49 pięter) w 27 min 50 s.[11]
- 22.05.2016 – Atomium – Bruksela, Belgia – jedna z najbardziej znanych budowli w Europie. Rekord Guinnessa w ilości  schodów pokonanych w minutę – 119 schodów. Zdobycie całej budowli (514 schodów) – 14 min. 4 sek.[12]
- 22.03.2015 – Taipei 101 – Taipei, Tajwan – najwyższy budynek na świecie do 2010 roku (508m) 142 piętra, 3139 schodów, czas 2:12:00 sek. – Rekord Guinnessa[13]
- 04.02.2014 – Eureka Tower – Melbourne, Australia – najwyższy budynek na półkuli południowej 165 pięter, 2919 schodów, czas 1:45:00 sek. – Rekord Guinnessa[14]
- 17.03.2013 – Shanghai World Financial Center – Szanghaj, Chiny – najwyższy budynek w Chinach 100 pięter, 2754 schody, czas 1:21:53 sek. – Rekord Guinnessa[15]
- 30.01.2012 – Rose Rayhaan by Rotana – Dubaj, Zjednoczone Emiraty Arabskie – najwyższy hotel na świecie 91 pięter, 2040 schodów, czas 1:13:41 sek.[16]
- 05.11.2011 – MesseTurm – Frankfurt, Niemcy – najwyższy budynek w Europie pod względem liczby pięter 61 pięter, 1212 schodów, czas 27:04 sek.[17]
- 16.02.2011 – Gran Hotel Bali – Benidorm, Hiszpania – najwyższy hotel w Europie 52 piętra, 921 schodów, czas 19:27 sek.[18]
- 02.10.2010 – Millennium Tower – Wiedeń, Austria – najwyższy budynek Austrii 48 pięter, 818 schodów, czas 18:09 sek.
- 05.06.2010 – Altus – Katowice, Polska – 46 pięter, 908 schodów, czas 23:57 sek.
- 06.02.2010 – InterContinental – Warszawa, Polska – najwyższy budynek w Polsce pod względem liczby pięter 44 piętra, 859 schodów 26:09 sek.[19]
- 26.05.2009 – Pałac Kultury i Nauki – Warszawa, Polska – najwyższy budynek w Polsce 30 pięter, 785 schodów, czas 19:15 sek.[20]